# M/S Stena Forecaster
M/S Stena Forecaster är ett fartyg som går för P & O mellan Dublin och Liverpool.
Hon levererades som det andra av tre byggda ro-ro-fartyg som ägs av Stena RoRo AB och ursprungligen drevs av Stenaägda Northern Marine Management AB. Hon döptes 17 juni 2003 i Helsingfors, Finland och sattes i trafik mellan Hangö och Lübeck. År 2006 bytte hon trad och började gå mellan Fredrikshamn, Hangö och Antwerpen.
Därefter har hon haft ett antal olika charteruppdrag och går för närvarande, november 2021, för P & O mellan Dublin och Liverpool.